# Atypus piceus
Паук-землекоп (лат. Atypus piceus) — вид мигаломорфных пауков из семейства Atypidae, распространённый в Европе до Молдавии и в Иране.

## Описание
Самцы длиной примерно 10 мм (не учитывая длину хелицер), самки длиной до 15 мм. Детёныши и самки тёмно-коричневые, самцы насыщенного чёрного, реже также красно-коричневого цвета. Продолжительность жизни самок может составлять свыше 10 лет.

## Образ жизни
Взрослые пауки живут в норах глубиной примерно 30 см и диаметром примерно от 10 до 15 мм. Надземная часть ловчей трубки длиной примерно от 7 до 9 см. Подземная часть может уходить на глубину от 20 до 25 см. Период размножения длится с июня по июль, когда самцы начинают искать самку. Самка может иметь в год от 70 до 160 паучат. Детёныши появляются на свет в течение осени и зимуют в норе матери без выкармливания. Весной они покидают убежище матери.